# Petrosia
Petrosia är ett släkte av svampdjur. Petrosia ingår i familjen Petrosiidae.

## Dottertaxa tillPetrosia, i alfabetisk ordning[1]
- Petrosia alfiani
- Petrosia armata
- Petrosia australis
- Petrosia borealis
- Petrosia brachysclera
- Petrosia canariensis
- Petrosia capsa
- Petrosia clavata
- Petrosia corticata
- Petrosia crassa
- Petrosia cretacea
- Petrosia crustata
- Petrosia davilai
- Petrosia dendyi
- Petrosia densissima
- Petrosia dura
- Petrosia durissima
- Petrosia elephantotus
- Petrosia expansa
- Petrosia ficiformis
- Petrosia granifera
- Petrosia hartmani
- Petrosia hebes
- Petrosia hoeksemai
- Petrosia incrustata
- Petrosia intermedia
- Petrosia lignosa
- Petrosia mamillata
- Petrosia mammiformis
- Petrosia massiva
- Petrosia mauritiana
- Petrosia microxea
- Petrosia nigricans
- Petrosia pellasarca
- Petrosia pigmentosa
- Petrosia plana
- Petrosia pluricristata
- Petrosia pulvilla
- Petrosia puna
- Petrosia punctata
- Petrosia raphida
- Petrosia seychellensis
- Petrosia shellyi
- Petrosia solida
- Petrosia solusstrongyla
- Petrosia spheroida
- Petrosia stoneae
- Petrosia strongylata
- Petrosia ushitsuensis
- Petrosia vansoesti
- Petrosia weinbergi
- Petrosia volcano
- Petrosia vulcaniensis